# British Academy Film Awards 1990
Die 43. Verleihung der British Academy Film Awards zeichnete die besten Filme von 1989 aus. Die Filmpreise wurden von der British Academy of Film and Television Arts (BAFTA) in 20 Kategorien verliehen, hinzu kamen drei Spezial- bzw. Ehrenpreis-Kategorien.
| Film                                                  | N  | A |
| ----------------------------------------------------- | -- | - |
| Gefährliche Liebschaften                              | 10 | 2 |
| Batman                                                | 6  | 0 |
| Der Club der toten Dichter                            | 6  | 2 |
| Henry V.                                              | 6  | 1 |
| Mein linker Fuß                                       | 5  | 2 |
| Mississippi Burning – Die Wurzel des Hasses           | 5  | 3 |
| Die Abenteuer des Baron Münchhausen                   | 4  | 3 |
| Indiana Jones und der letzte Kreuzzug                 | 3  | 0 |
| Rain Man                                              | 3  | 0 |
| Shirley Valentine – Auf Wiedersehen, mein lieber Mann | 3  | 1 |
| Die Waffen der Frauen                                 | 3  | 0 |
| Harry und Sally                                       | 2  | 1 |
| Sex, Lügen und Video                                  | 2  | 0 |

## Preisträger und Nominierungen

### Bester Film
Der Club der toten Dichter (Dead Poets Society)  – Steven Haft, Paul Junger Witt, Tony Thomas, Peter Weir
Harry und Sally (When Harry Met Sally...) – Rob Reiner
Mein linker Fuß (My Left Foot) – Noel Pearson, Jim Sheridan
Shirley Valentine – Auf Wiedersehen, mein lieber Mann (Shirley Valentine) – Lewis Gilbert

### Beste Regie
Kenneth Branagh – Henry V.
Stephen Frears – Gefährliche Liebschaften (Dangerous Liaisons)
Alan Parker – Mississippi Burning – Die Wurzel des Hasses (Mississippi Burning)
Peter Weir – Der Club der toten Dichter (Dead Poets Society)

### Bester Hauptdarsteller
Daniel Day-Lewis – Mein linker Fuß (My Left Foot)
Kenneth Branagh – Henry V.
Dustin Hoffman – Rain Man
Robin Williams – Der Club der toten Dichter (Dead Poets Society)

### Beste Hauptdarstellerin
Pauline Collins – Shirley Valentine – Auf Wiedersehen, mein lieber Mann (Shirley Valentine)
Glenn Close – Gefährliche Liebschaften (Dangerous Liaisons)
Jodie Foster – Angeklagt (The Accused)
Melanie Griffith – Die Waffen der Frauen (Working Girl)

### Bester Nebendarsteller
Ray McAnally – Mein linker Fuß (My Left Foot)
Marlon Brando – Weiße Zeit der Dürre (A Dry White Season)
Sean Connery – Indiana Jones und der letzte Kreuzzug (Indiana Jones and the Last Crusade)
Jack Nicholson – Batman

### Beste Nebendarstellerin
Michelle Pfeiffer – Gefährliche Liebschaften (Dangerous Liaisons)
Peggy Ashcroft – Madame Sousatzka
Laura San Giacomo – Sex, Lügen und Video (Sex, Lies, and Videotape)
Sigourney Weaver – Die Waffen der Frauen (Working Girl)

### Bestes adaptiertes Drehbuch
Christopher Hampton – Gefährliche Liebschaften (Dangerous Liaisons)
Shane Connaughton, Jim Sheridan – Mein linker Fuß (My Left Foot)
Frank Galati, Lawrence Kasdan – Die Reisen des Mr. Leary (The Accidental Tourist)
Willy Russell – Shirley Valentine – Auf Wiedersehen, mein lieber Mann (Shirley Valentine)

### Bestes Original-Drehbuch
Nora Ephron – Harry und Sally (When Harry Met Sally...)
Ronald Bass, Barry Morrow – Rain Man
Tom Schulman – Der Club der toten Dichter (Dead Poets Society)
Steven Soderbergh – Sex, Lügen und Video (Sex, Lies, and Videotape)

### Beste Filmmusik
Maurice Jarre – Der Club der toten Dichter (Dead Poets Society)
George Fenton – Gefährliche Liebschaften (Dangerous Liaisons)
Trevor Jones – Mississippi Burning – Die Wurzel des Hasses (Mississippi Burning)
Carly Simon – Die Waffen der Frauen (Working Girl)

### Beste Kamera
Peter Biziou – Gefährliche Liebschaften (Dangerous Liaisons)
Kenneth MacMillan – Henry V.
John Seale – Gorillas im Nebel (Gorillas in the Mist)
Philippe Rousselot – Der Bär (L’Ours)
Philippe Rousselot – Gefährliche Liebschaften (Dangerous Liaisons)

### Bester Ton
Rick Kline, Robert J. Litt, Danny Michael, Bill Phillips, Elliot Tyson  – Mississippi Burning – Die Wurzel des Hasses (Mississippi Burning)
Campbell Askew, David Crozier, Robin O’Donoghue – Henry V.
Ben Burtt, Tony Dawe, Richard Hymns, Shawn Murphy Gary Summers – Indiana Jones und der letzte Kreuzzug (Indiana Jones and the Last Crusade)
Tony Dawe, Don Sharpe, Bill Rowe – Batman

### Beste Kostüme
Gabriella Pescucci – Die Abenteuer des Baron Münchhausen (The Adventures of Baron Munchausen)
James Acheson – Gefährliche Liebschaften (Dangerous Liaisons)
Phyllis Dalton – Henry V.
Bob Ringwood – Batman

### Beste Maske
Fabrizio Sforza, Maggie Weston, Pam Meager – Die Abenteuer des Baron Münchhausen (The Adventures of Baron Munchausen)
Nick Dudman, Paul Engelen – Batman
Ken Jennings – Mein linker Fuß (My Left Foot)
Jean-Luc Russier – Gefährliche Liebschaften (Dangerous Liaisons)

### Bestes Szenenbild
Dante Ferretti – Die Abenteuer des Baron Münchhausen (The Adventures of Baron Munchausen)
Stuart Craig – Gefährliche Liebschaften (Dangerous Liaisons)
Anton Furst – Batman
Tim Harvey – Henry V.

### Bester Schnitt
Gerry Hambling – Mississippi Burning – Die Wurzel des Hasses (Mississippi Burning)
William M. Anderson – Der Club der toten Dichter (Dead Poets Society)
Mick Audsley – Gefährliche Liebschaften (Dangerous Liaisons)
Stu Linder – Rain Man

### Beste visuelle Effekte
John Bell, Steve Gawley, Michael Lantieri, Ken Ralston – Zurück in die Zukunft II (Back to the Future Part II)
Richard Conway, Kent Houston – Die Abenteuer des Baron Münchhausen (The Adventures of Baron Munchausen)
John Ellis, George Gibbs, Michael J. McAlister, Mark Sullivan – Indiana Jones und der letzte Kreuzzug (Indiana Jones and the Last Crusade)
John Evans, Derek Meddings – Batman

### Bester Kurzfilm
The Candy Show – Peter Hewitt, David Freeman, Damian Jones
Carmela Campo – Ariel Piluso, Carlos Toscano, Gabriel Enis
Tight Trousers – Metin Hüseyin, Elaine Donnelly
Uhloz – Isabelle Groulleart, Guy Jacques

### Bester animierter Kurzfilm
Wallace & Gromit – Alles Käse (A Grand Day Out) – Regie/Produktion: Nick Park
Creature Comforts – Regie/Produktion: Sara Mullock, Nick Park
Egoli – Regie/Produktion: Karen Kelly
War Story – Regie/Produktion:  Peter Lord, Sara Mullock

### Bester Dokumentarfilm
First Tuesday: Four Hours in My Lai – Kevin Sim
Viewpoint 89: Cambodia – Year 10: A Special Report by John Pilger – David Munro
Lost Children of the Empire – Mick Fox, Joanna Mack
Everyman: Romania – State of Fear – John Blake

### Bester nicht-englischsprachiger Film
Das Leben und nichts anderes (La Vie et rien d’autre), Frankreich –  René Cleitman, Bertrand Tavernier
Frauen am Rande des Nervenzusammenbruchs (Mujeres al borde de un ataque de nervios), Spanien – Agustín Almodóvar, Pedro Almodóvar
Pelle, der Eroberer (Pelle erobreren), Dänemark – Bille August, Per Holst
Salaam Bombay!, Großbritannien/Indien/Frankreich – Mira Nair

## Spezial- und Ehrenpreise

### Academy Fellowship
- Paul Fox – britischer Fernsehdirektor, Filmeditor und -produzent

### Herausragender britischer Beitrag zum Kino (Michael Balcon Award)
(Outstanding British Contribution to Cinema)
- Lewis Gilbert – britischer Filmregisseur, Produzent und Drehbuchautor

### Special Award
- Sean Connery – britischer Schauspieler und Filmproduzent
- Leslie Halliwell – britischer Autor, Filmjournalist und Filmhistoriker
- Bob Reid